# Miriam Macaia
Miriam Macaia Martins (n. Tomar, 1985) é uma violinista, violetista e cantora portuguesa.
É licenciada em Música Antiga (violino barroco) pela Escola Superior de Música e Artes do Espectáculo do IPP, no Porto.
Violinista e violetista no agrupamento musical Divino Sospiro, com residência permanente no Centro Cultural de Belém, assim como violinista da Orquestra Barroca da Casa da Música.
Participa regularmente, com violino e/ou canto, em eventos relacionados com a editora FlorCaveira.